# La Mã hóa phương ngữ Kiến Ninh
La Mã hóa phương ngữ Kiến Ninh (Gṳ̿ing-nǎing-hǔ Gâ̤ Tǔ-kióng Lô̤-mǎ-cī, tiếng Mân Bắc chữ Hán: 建寧府嘅土腔羅馬字, tiếng Anh: Kienning Colloquial Romanized) là một hệ thống chữ viết dùng để chú âm các biến thể của phương ngữ Kiến Âu, một dạng của tiếng Mân Bắc.